# Li Guojun
Li Guojun (em chinês:  李 國君; 3 de março de 1966) é uma ex-jogadora de voleibol da China que competiu nos Jogos Olímpicos de 1988 e 1992.
Em 1988, ela fez parte da equipe chinesa que conquistou a medalha de bronze no torneio olímpico, no qual atuou em duas partidas. Quatro anos depois, ela participou de dois jogos no campeonato olímpico de 1992.